# Conceyu Xoven
Conceyu Xoven (en español, «Concejo Joven») fue una organización política juvenil leonesista nacida en 1993, que estuvo vinculada hasta el año 2010 a la Unión del Pueblo Leonés (UPL) y a Unión del Pueblo Salmantino (UPS) anteriormente durante un tiempo. Llegó a afirmar que contaba con más de 1500 afiliados y 20 comités por toda la geografía del «País Leonés», fundamentalmente en la provincia de León, con algunos comités también en las de Zamora y Salamanca. Llegó a contar con varios concejales (León y Mansilla de las Mulas entre otros, formando parte del equipo de gobierno), elegidos en las listas de UPL en las provincias de León y Salamanca (estos últimos elegidos dentro de las candidaturas de UPSa). 
Conceyu Xoven obtuvo la mayoría de representantes estudiantiles en la Junta de Gobierno de la Universidad de León en 2002.
El político más conocido de esta formación fue Abel Pardo.

## Programa político
Conceyu Xoven promovía la unidad territorial y política de todos los territorios que consideraba de cultura leonesa (el denominado País Leonés), la oficialidad de la lengua leonesa en ellos, y el autogobierno del País Leonés. Los territorios que compondrían dicho País Leonés serían las provincias de León, Zamora y Salamanca. .Las comarcas de otras provincias limítrofes como Valdeorras (Orense), Franja del Carrión (Palencia), del Valderaduey (Valladolid) y El Barco de Ávila (Ávila) en España, y del distrito de Braganza en Portugal, estarían en una situación de influencia leonesa.

## Actividad
Algunas de sus acciones fueron la elaboración de varias enmiendas a los estatutos de la Universidad de León, llegándose a aprobar una decena que reconocían el derecho de los estudiantes a recibir materias de temática leonesa, priorizar la investigación de aspectos leoneses y el reconocimiento expreso de la cultura leonesa. La Junta de Estudiantes de la Universidad de León asumió una propuesta de Conceyu Xoven en favor del reconocimiento del bilingüismo leonés-castellano para este órgano universitario.[cita requerida]
En agosto del año 2002, firmó la denominada Declaración de Mallorca junto con las organizaciones políticas juveniles nacionalistas Joves d'Esquerra Nacionalista-PSM, JERC, EGI, Unió de Joves, Chobenalla Aragonesista, Gazte Abertzaleak, Juventudes Andalucistas, Unió Mallorquina, Bloc Jove y Galiza Nova, en la que solicitaban a los estados español, francés y portugués mayores cotas de autogobierno para los respectivos espacios geográficos que estas organizaciones consideraban unidades nacionales y en los que tenían ámbito de actuación.
Entre sus actividades destacan un proyecto para la creación de una universidad pública en la provincia de Zamora realizado en el año 2005, y en el año siguiente la confección de un plan de infraestructuras para el "País Leonés"
 en el que se efectuaba un análisis de la red de carreteras necesaria para el desarrollo de las provincias de León, Zamora y Salamanca en España, y el Distrito de Braganza en Portugal, además de una estimación de sus costes de ejecución. 

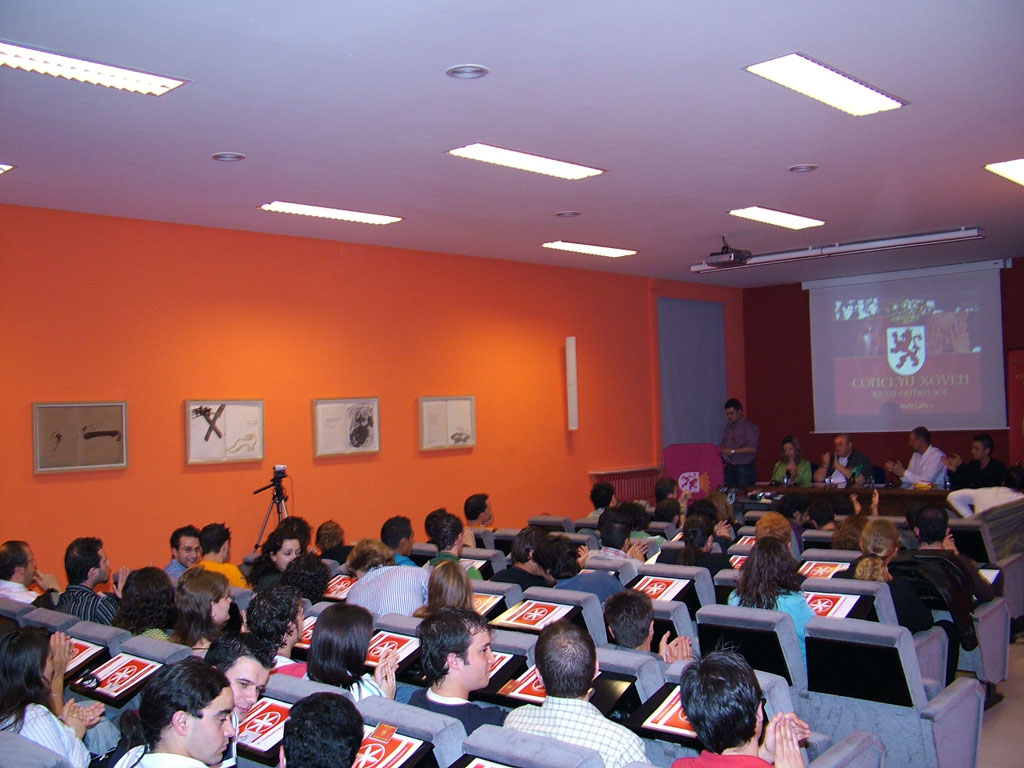
VI Congreso de Conceyu Xoven.

Conceyu Xoven también promovió la enseñanza del leonés, siendo copartícipe de los acuerdos entre las asociaciones en defensa de la lengua leonesa y la Diputación Provincial de León,
 el Ayuntamiento de Zamora y asociaciones de Salamanca para la enseñanza del leonés en el curso 2006-2007, realizando en esas mismas fechas una campaña para el reconocimiento oficial de la lengua leonesa en el estatuto de autonomía de Castilla y León.
Conceyu Xoven estuvo presente en los consejos de la juventud de León[cita requerida] y de Castilla y León. Fue miembro de la Red de Información Juvenil a través del Puntu d'Información Xuvenil Conceyu Xoven (en idioma español Punto de Información Juvenil del Concejo Joven), de la Plataforma en defensa de la Enseñanza Pública Leonesa y colaboró activamente con algunas organizaciones culturales, sindicales, lingüísticas y ecologistas de todo el "País Leonés", muchas de las cuales fueron calificadas de organizaciones satélite de Conceyu Xoven.[cita requerida]

## Polémicas

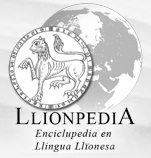
Logo de la Llionpedia.

Un escándalo relacionado con la apología del nazismo involucró en octubre de 2009, entre otros militantes de esta organización política, al propio presidente y fundador de Conceyu Xoven y de la asociación cultural El Fueyu, Abel Pardo. Izquierda Unida presentó una denuncia ante la Fiscalía de León después de que un grupo de ciudadanos del ámbito cultural leonés presentara en el registro del Ayuntamiento de León una queja sobre ciertos contenidos que aparecieron en la Llionpedia, una enciclopedia por Internet en lengua leonesa impulsada por la Concejalía de Cultura Tradicional del Ayuntamiento de León, en la que se minimizaban y negaban los crímenes del Holocausto. Se responsabilizó al entonces Concejal de Cultura Tradicional de UPL, Abel Eugenio Pardo Fernández y a dos trabajadores del Ayuntamiento de León afiliados a este partido, quienes fueron suspendidos de militancia por parte del secretario general de UPL Melchor Moreno. El presidente de El Fueyu y también miembro de Conceyu Xoven, Héctor Villazala Alonso escribió un artículo de opinión en el que en nombre de la asociación El Fueyu denunciaba y asociaba el escándalo mediático surgido a raíz de la polémica Llionpedia como un ataque recibido contra la cultura y lengua leonesas orquestado desde Asturias y Valladolid.